# Voglio vivere così (film, 1942)
Pour les articles homonymes, voir Voglio vivere così.
Pour plus de détails, voir Fiche technique et Distribution.
Voglio vivere così est un film italien réalisé par  Mario Mattoli sorti en 1942.

## Synopsis
Un jeune agriculteur doté d'une belle voix est invité pour une audition dans un théâtre . En réalité il s'agit d'une farce de son cousin et quand le jeune découvre la farce, il refuse par honte de retourner chez lui et accepte un travail de machiniste au théâtre. 
Un soir de spectacle, on lui propose de remplacer un ténor malade et le public lui fait une ovation. Il devient célèbre. Il apprend qu'un de ses neveux est gravement malade et se précipite à son chevet et se réconcilie avec sa famille.

## Fiche technique
- Titre : Voglio vivere così
- Réalisateur : Mario Mattoli
- Sujet : Mario Mattoli
- Scénario : Mario Mattoli, Leo Catozzo
- Photographie : Aldo Tonti
- Montage : Fernando Tropea (en)
- Musique : Salvatore Allegra
- Décors : Piero Filippone
- Maison de production : Sangraf
- Genre : comédie musicale
- Durée : 78 minutes
- Technique : noir et blanc
- Langue : italien
- Pays : Royaume d'Italie
- Année de sortie : 1942

## Distribution
- Ferruccio Tagliavini : Villico Canterino
- Silvana Jachino
- Carlo Campanini
- Luigi Almirante
- Armando Migliari
- Aristide Garbini
- Loris Gizzi
- Cesare Barbetti